# Torre Altomira (Navajas)
La torre árabe o torre Altomira, de Navajas, en la comarca del Alto Palancia, provincia de Castellón, España, es una torre vigía y de comunicaciones, catalogada como Bien de Interés Cultural, con código identificativo: 12.07.081-002, según datos de la Dirección General de Patrimonio Artístico de la Generalidad Valenciana.

## Historia
Los arqueólogos consideran demostrado que la hubo asentamientos en la zona en época calcolítica, y en los principios de la Edad de Bronce. También hay restos de presencia romana en la zona y sobre todo hay documentación de la dominación árabe de la zona, siendo el municipio de origen musulmán, ya que perteneció a Zayd Abu Zayd, que fue el último gobernador almohade de la Taifa de Valencia.
Todo ello dificulta el datar de manera concreta la torre de Altomira, habiendo diferentes hipótesis sobre el origen de la misma. Hay autores que consideran que sus cimientos son romanos, lo cual no estaría fuera de lugar si se tiene en cuenta el asentamiento romano que pudo haber por la zona y el hecho de pasar cerca de la torre un ramal de la conocida Vía Augusta. Para autores como Vicente Forcada Martí, la torre debió utilizarse en época medieval como torre fronteriza vinculada al Castillo de Segorbe, por lo que podría datarse alrededor del siglo XI.

## Descripción
La torre se encuentra situada en un cerro que domina la población, lo cual permite que el alcance de la vista sea muy amplio, pudiéndose desde el lugar contemplar la Torre de Mal Paso de Castellnovo. Está aproximadamente a un quilómetro del casco urbano, en el pareja de Altomira, que da nombre a la torre.
Puede considerarse una torre defensiva, de planta troncocónica rematada en almenas en forma de corona, alcanzando una altura de 15 metros y medio (contando con la altura de las almenas que, por su parte, es de un metro y medio), y siendo el perímetro de la circunferencia exterior de 21 metros.
La fábrica es, hasta la primera altura de bolos o cantos rodados de río y mortero de cal. En pisos superiores se utiliza para la construcción piedra tosca, que permite dar mayor solidez a la estructura de la torre; todo lo cual ha permitido su conservación en adecuado estado hasta la actualidad.
Para acceder a la torre hay un acceso principal ligeramente elevado respecto al suelo. En su parte externa se precia la presencia de ventanas e incluso balcones (como el que se abre en el primer piso, que es un añadido posterior, extraño a su estructura originaria) a diferentes niveles. Una vez dentro pueden observarse hasta cinco plantas comunicadas por una escalera.
El carácter defensivo de la torre queda evidenciado por la presencia de elementos militares como aspilleras, las cuales son abundantes en la tercera (donde pueden contarse cuatro de ellas) y cuarta (donde alcanza a haber hasta seis) plantas.